# Europacup II 1961/62
De tweede editie van de Beker der Bekerwinnaars kon al op meer bijval rekenen, het Spaanse Atlético Madrid won van de titelverdediger AC Fiorentina. 23 teams schreven zich in waaronder 19 bekerwinnaars, 3 teams waren bekerfinalist (Leicester City, Spartak Varna en Dinamo Zilina) en Ujpest uit Hongarije was vicekampioen (er was op dat moment geen beker in Hongarije).

## Voorronde
| Team #1              | Tot.   | Team #2                | 1ste wed | 2de wed |
| -------------------- | ------ | ---------------------- | -------- | ------- |
| Swansea Town         | 3 - 7  | Motor Jena             | 2 - 2    | 1 - 5   |
| FC La Chaux-de-Fonds | 6 - 7  | Leixões SC             | 6 - 2    | 0 - 5   |
| Glenavon FC          | 2 - 7  | Leicester City         | 1 - 4    | 1 - 3   |
| UA Sedan Torcy       | 3 - 7  | Atlético Madrid        | 2 - 3    | 1 - 4   |
| SK Rapid Wien        | 5 - 2  | Spartak Varna          | 0 - 0    | 5 - 2   |
| Floriana FC          | 4 - 15 | Újpest Dózsa SC        | 2 - 5    | 2 - 10  |
| Dunfermline Athletic | 8 - 1  | St. Patrick's Athletic | 4 - 1    | 4 - 0   |

- Fiorentina, Werder, Aarhus GF, Dudelange, Progresul, Ajax, Vardar, Olympiakos en Zilina waren vrij in de voorronde.

## Eerste ronde
| Team #1                 | Tot.  | Team #2             | 1ste wed | 2de wed |
| ----------------------- | ----- | ------------------- | -------- | ------- |
| Motor Jena              | 9 - 2 | Alliance Dudelange  | 7 - 0    | 2 - 2   |
| Leixões SC              | 2 - 1 | Progresul Boekarest | 1 - 1    | 1 - 0   |
| Werder Bremen           | 5 - 3 | Aarhus GF           | 2 - 0    | 3 - 2   |
| Leicester City          | 1 - 3 | Atlético Madrid     | 1 - 1    | 0 - 2   |
| Olympiakos Piraeus      | 2 - 4 | Dynamo Žilina       | 2 - 3    | 0 - 1   |
| AC Fiorentina           | 9 - 3 | SK Rapid Wien       | 3 - 1    | 6 - 2   |
| Ajax                    | 3 - 4 | Újpest Dózsa SC     | 2 - 1    | 1 - 3   |
| Dunfermline Athletic FC | 5 - 2 | Vardar Skopje       | 5 - 0    | 0 - 2   |

## Kwartfinale
| Team #1         | Tot.  | Team #2                 | 1ste wed | 2de wed |
| --------------- | ----- | ----------------------- | -------- | ------- |
| Motor Jena      | 4 - 2 | Leixões SC              | 1 - 1    | 3 - 1   |
| Werder Bremen   | 2 - 4 | Atlético Madrid         | 1 - 1    | 1 - 3   |
| Dynamo Žilina   | 3 - 4 | AC Fiorentina           | 3 - 2    | 0 - 2   |
| Újpest Dózsa SC | 5 - 3 | Dunfermline Athletic FC | 4 - 3    | 1 - 0   |

## Halve Finale
| Team #1       | Tot.  | Team #2         | 1ste wed | 2de wed |
| ------------- | ----- | --------------- | -------- | ------- |
| Motor Jena    | 0 - 5 | Atlético Madrid | 0 - 1    | 0 - 4   |
| AC Fiorentina | 3 - 0 | Újpest Dózsa SC | 2 - 0    | 1 - 0   |

## Finale
| Team #1         | Uitslag | Team #2       |
| --------------- | ------- | ------------- |
| Atlético Madrid | 1 - 1   | AC Fiorentina |

## Final Replay
| Team #1         | Uitslag | Team #2       |
| --------------- | ------- | ------------- |
| Atlético Madrid | 3 - 0   | AC Fiorentina |